# レイン (ルイジアナ州)

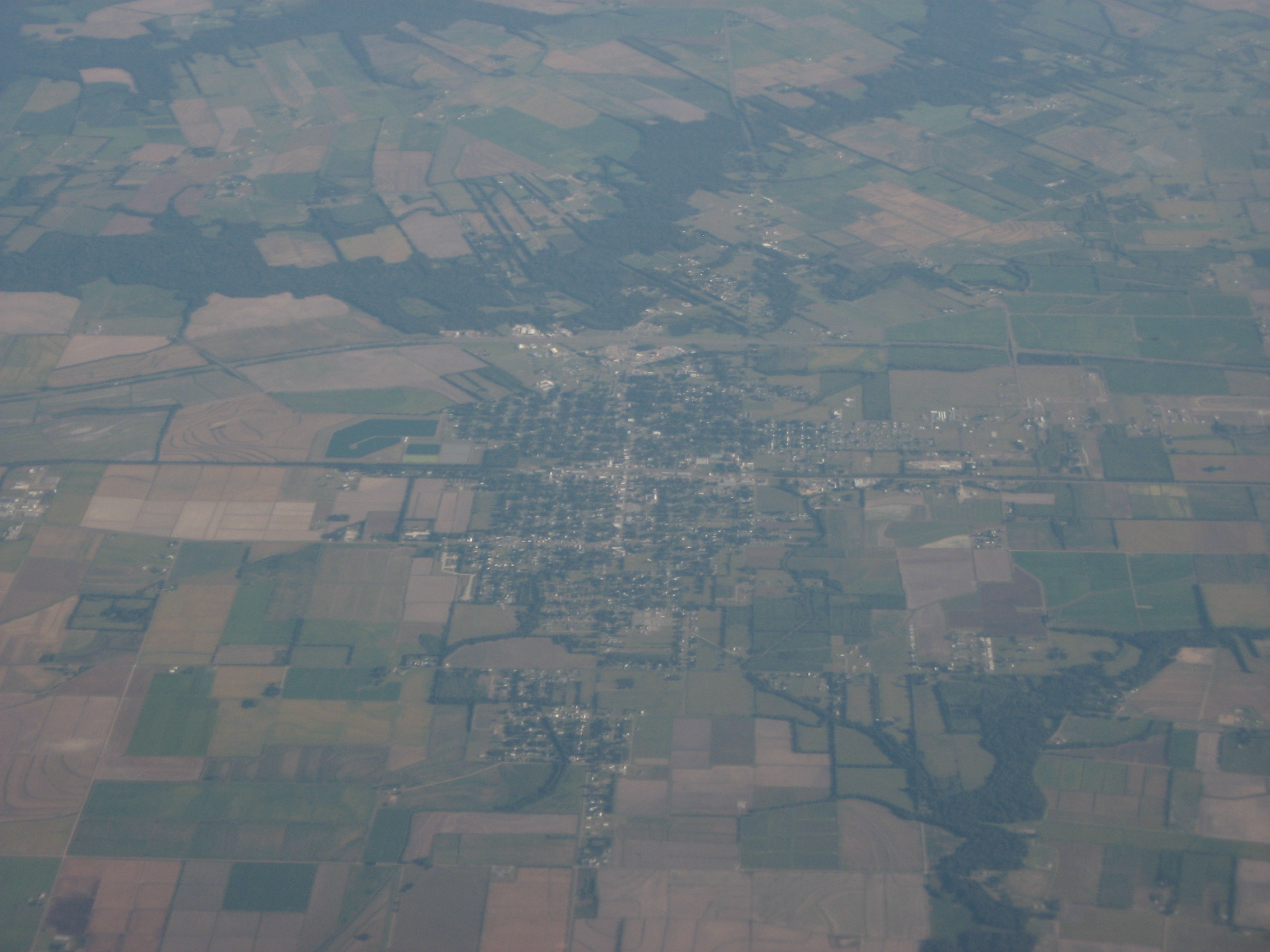
航空写真

レイン（Rayne）は、アメリカ合衆国ルイジアナ州アカディア郡にある市。人口は8,552人（2000年）。「アメリカのカエルの首都」というニックネームがある。かつてフランス人が、フランス料理のために、当地のカエルを輸出していたことに由来する(現在はカエルの輸出はしていない)。

## 地理
レインは北緯30度14分15秒 西経92度16分5秒 / 北緯30.23750度 西経92.26806度(30.237379, -92.268175)に位置している。総面積は9.0 km² (3.5 mi² )で、陸地は8.9 km² (3.5 mi²)、全体の0.29%が水である。

## 人口動勢
以下は2000年の国勢調査における人口統計データである。
基礎データ
- 人口: 8,552人
- 世帯数: 3,183世帯
- 家族数: 2,228家族
- 人口密度: 957.1/km² (2,476.1/mi²）
- 住居数: 3,480軒
- 住居密度: 389.5/km² (1,007.6/mi²)

人種別人口構成
- 白人: 65.55%
- アフリカン・アメリカン: 33.52%
- ネイティブ・アメリカン: 0.11%
- アジア人: 0.16%
- その他の人種:0.19%
- 混血(2人種間以上の): 0.47%
- ヒスパニック・ラテン系: 0.81%

世帯と家族（対世帯数）
- 全世帯数: 3,183
- 18歳未満の子供がいる: 35.2%
- 結婚・同居している夫婦: 45.1%
- 未婚・離婚・死別女性が世帯主: 20.5%
- 非家族世帯: 30.0%
- 単身世帯: 26.7%
- 65歳以上の老人1人暮らし: 11.7%
- 平均構成人数
  - 世帯: 2.64人
  - 家族: 3.22.

年齢別人口構成
- 18歳未満: 29.6%
- 18-24歳: 9.1%
- 25-44歳: 27.0%
- 45-64歳: 20.7%
- 65歳以上: 13.6%
- 年齢の中央値: 34歳
- 性比（女性100人あたり男性の人口）
  - 総人口: 85.1人
  - 18歳以上: 78.5人

収入と家計
- 収入の中央値
  - 世帯: $22,369米ドル
  - 家族: $27,991米ドル
  - 性別
    - 男性: $27,140米ドル
    - 女性: $14,980
- 人口1人あたり収入: $12,588米ドル
- 貧困線以下
  - 対家族: 24.5%
  - 対人口: 29.5%
  - 18歳未満: 38.2%
  - 65歳以上: 24.7%

## イベント
レインは毎年労働者の日(レイバー・デー)の週末に、カエル祭り(Frog Festival)を行っており、数千人の見物人が集まる。

## 著名な人物
- ジョニー・アラン、リー・ベノワ、アメディ・ブロウ、ハリー・ショーツ、ジョー・ファルコン、"ハッピー・ファッツ"・ルブラン(レイン-ボ・ランブラーズ)、ベルトン・リシャール、ジョ・エル・ソニエ、トニー・ティボドー、ローレンス・ウォーカー、ジョー・ワーナーといったケイジャンおよびスワンプ・ポップのミュージシャン
- ジョシュア・ベントン、ハーバード大学ニーマン・ジャーナリズム・ラボのディレクター
- クリント・コンク並びにエド・ゾーンブレカー、アメリカン・フットボールのコーチ
- キャサリン・フィッシャー、盲ろうのライブラリアン/著者
- ロンダ・フランクリン、ミネソタ大学ツインシティー校の電気工学、コンピュータ工学の教授
- マイク・ハイネン、プロ・フットボール選手
- マーガレット・ローズ・ヘンリー、デラウェア州議会元老院の元議長
- ドニー・メッシュ、ジェラルド・メランコン、エルヴィス・ペロダン、競馬騎手
- バイロン・モートン、テュレーン大学およびメリーランド大学のバスケットボール・チームに在籍した元バスケットボール選手
- ジェラルド・パディオ、元NBAのバスケットボール選手
- デイヴ・ペティジャン、ユーモア作家、役者
- アディソン・レイ(イースタリング)、アメリカ合衆国のSNSパーソナリティおよびダンサー
- ジョッシュ・リード、バッファロー・ビルズなどに在籍したNFLのワイドレシーバー
- アイリーン・ウィットフィールド・ホームズ、音楽民族学者